# مغامرات سندباد الـ 7
مغامرات سندباد الـ 7 (بالأنجليزية: The 7 Adventures of Sinbad), (سابقاً رحلات سندباد الـ 7, The 7 Voyages of Sinbad) هو فيلم أمريكي لعام 2010 من شركة «ذا أساليوم». كتقليد، حيث يحاول الأستفادة من أمير فارس: رمال الزمن وصراع الجبابرة.

## الحبكة
أدريان سندباد هو مليونير مالك لشركة نفط وهو من سلسلة طويلة من أحفاد البحارة الكبار. يطير مع مجموعة صغيرة من الناس إلى المحيط الهندي بعد أن علموا عن غرق حفارة نفط بعد أن استولى عليه قراصنة صوماليون. تعلق المروحية في عاصفة رعدية ويرفض سندباد العودة، متجاهلاً نداءات الطيارة. تتحطم المروحية في البحر ويجرف على الشاطئ، يخوض سندباد في وقت لاحق معارك ضد سلطعون عملاق ويجتمع مع طاقمه الناجين، جيما وويتاكر بالإضافة إلى محراك، قائد القراصنة الصوماليين، وعطاش، قائد ناقلة النفط. عضو الطاقم.
يواجه سندباد أيضاً لوا، وهي محاربة من الإناث تعيش في الجزيرة. وتخبر سندباد بأنه يجب عليه الوفاء بتعهد منسي منذ زمن طويل وأن يصبح محاربًا لإنقاذ العالم من كارثة من إلمك إيشو، وهي قوة خارقة للطبيعة غضبت من التسرب النفطي بعد أن غرقت منصة سندباد. يضرب الجزيرة فجأة زلزالًا عنيفًا، ثم تتوغل المجموعة في البحر، والجزيرة هي في الواقع عبارة عن مخلوق بحري هائل ولكنه غير ضار، ويتم مهاجمتهم من قبل قطيع من الزواحف الطائرة الضخمة (تسمى الرخ في الفيلم)، وتأخذهم إلى العش لتغذي صغارها. في هذه الأثناء، يتولى سايمون، الرئيس التنفيذي لشركة سندباد، مهام منصبه بينما يفقد سندباد.
تمكنت المجموعة من محاربة الرخ والفرار من عشها، ولكن أحد أفراد الطاقم يلتهم من قبل الرخ. ويهربوا إلى كهف، الذي هو موطن للـسايكلوبس. يقوم ويتاكر بالخروج من داخل الكهف، لكنه في النهاية يُقتل وربما يؤكل من قبل العملاق. يعمي سندباد العملاق وفي الرحلات اللاحقة يقضي عليه بواسطة النوازل. عندما يهبط الليل، يُغوى الرجال وينومون من قبل السيرينا، ويؤكلون من قبلهن. تحضر لوا وجيما لقتل السيرينا عندما يكون المكان أكثر قتامة، بحيث يمكنهم تجنب التنويم من خلال النظر في عيونهم. لكن لسوء الحظ، ينوم جيما من قبل السيرينا وتلتهمه. تقتل لوا جميع السيرينا خلال أستعدادهن لالتهام الرجال، وينهي سندباد ملكتهن. في وقت لاحق، يدخل سندباد وأصحابه قرية صغيرة تسمى «يوتوبيا»، حيث ينضم جميع الذين تقطعت بهم السبل. تدرك لوا أن والدها هو زعيم «يوتوبيا»، ويضطر سندباد ومحراك وعطاش للقتال. يتم إطلاق النار على عطاش من قبل أحدهم بعد أن يرفض محراك قتله. ويحاول سندباد إقناع الناس بأنه يعرف طريقة للهروب، لكن أحدهم يقول إنه يكذب، لوا تقتل الرجل ويبدأ القتال بين أولئك الذين يريدون الانضمام إلى سندباد وأولئك الذين يريدون البقاء في 'يوتوبيا'. يصاب محراك ويقاتل بشراسة لكنه يقتل وهو يرى والده يصاب. بينما يحاولون إلهائهم ليهرب سندباد ولوا. يعرف سندباد أنه يجب عليه استعادة بلورات أخرى من الجبل، من أجل الهروب من الجزيرة، واسترداد البلورة وقتل الشيطان المقيم في الجبل بالمتفجرات. يعلم كل من سندباد ولوا بأن البلورة تنتج البخار عندما تتصل بالماء بعد وفاة والدها. ويستخدمون منطاداً بالهواء الساخن قديم ويستخدمون البلورة لتشغيل البالون، ويجدون سفينة ويطلبون المساعدة، لكن تفقد لوا ويتمكن طاقم السفينة من العثور عليها. يعود سندباد ولوا إلى شركته ويستخدمان غواصته الصغيرة للتوجه إلى البحر لجلب جهاز الحفر إلى السطح بينما يطلق إلمك إيشو غضبه على المدينة بأستدعاء أنبثاقات مائية قاتلة، ويقتل سايمون بعد تخريب مهمة سندباد. تواجه الغواصة حبارًا عملاقًا، ولكنه لا يهاجمهم، حيث يتم رفع جهاز الحفر بنجاح، وتوقف إلمك إيشو عن ثورته ويظهر، ويأمر الحبار بجلب الغواصة إلى بر الأمان.

## الكادر
- باتريك مولدون - أدريان سندباد
- سارة ديساج - لوا
- بو سفينسون - سيمون ماغنوسون
- كيلي اوليري - جيما هارجروف
- بيرن فيلاسكويز - محراك
- ديلان جونز - جوزيف عطاش
- بيتر جريت هاوس - ويتاكر
- كليفورد غاربات - القنصل عبدي
- داكس - ماكسمليان
- غوتام سابناني - لينكولن
- هوراسيو لويس غيريرو - أندروز
- روندين بيتس - مي
- أوليفر ماسون - أليكس ديجريفز
- فيكتوريا جيفريز - ملكة السيرينا
- مارك لوبيز- بحار

## وصلات خارجية
- The 7 Adventures of Sinbad نسخة محفوظة 21 فبراير 2018 على موقع واي باك مشين. at The Asylum
- مغامرات سندباد الـ 7 على موقع IMDb (الإنجليزية)
- مغامرات سندباد الـ 7 على موقع روتن توميتوز (الإنجليزية)
- مغامرات سندباد الـ 7 على موقع نتفليكس (الإنجليزية)
- مغامرات سندباد الـ 7 على موقع ألو سيني (الفرنسية)
- مغامرات سندباد الـ 7 على موقع أول موفي (الإنجليزية)
- مغامرات سندباد الـ 7 على موقع قاعدة بيانات الفيلم (الإنجليزية)
- مغامرات سندباد الـ 7 على موقع ليتربوكسد (الإنجليزية)
- مغامرات سندباد الـ 7 على موقع كينوبويسك (الروسية)